# Yannick Mertens
 Yannick Mertens  (nacido el 25 de junio de 1987) es un tenista profesional belga, nacido en la ciudad de Anderlecht.

## Carrera
Su mejor ranking individual es el Nº 179 alcanzado el 17 de agosto de 2015, mientras que en dobles logró la posición 363 el 19 de septiembre de 2011.
No ha logrado hasta el momento títulos de la categoría ATP ni de la ATP Challenger Tour, aunque sí ha obtenido varios títulos Futures tanto en individuales como en dobles.